# 2259 Sofievka
2259 Sofievka è un asteroide della fascia principale del diametro medio di circa 21 km. Scoperto nel 1971, presenta un'orbita caratterizzata da un semiasse maggiore pari a 2,2939524 au e da un'eccentricità di 0,1855117, inclinata di 4,68092° rispetto all'eclittica.
L'asteroide è dedicato al parco di Sofiïvka in Ucraina.